# Pierre Joseph Darneuilh
Pierre-Joseph Darneuilh est un homme politique français né le 18 mars 1752 à Trie-sur-Baïse  en Bigorre et mort à une date inconnue.  

## Biographie
Il est le fils de Jean-Antoine Darneuilh, marchand et Marie Anne Sartor. Son parrain est Me Pierre Sartor, avocat en Parlement.  
Homme de loi à Tarbes, il est administrateur du département et député des Hautes-Pyrénées de 1791 à 1792.  
Darneuilh aurait été arrêté et reclus à Tarbes, puis libéré le 22 octobre 1794 après Thermidor.